# Mae Faggs
Aeriwentha Mae Faggs-Starr, ameriška atletinja, * 22. oktober 1913, Chicago, Illinois, ZDA, † 8. november 2006, Des Plaines, Illinois.
Nastopila je na poletnih olimpijskih igrah v letih 1948, 1952 in 1956. Leta 1952 je osvojila naslov olimpijske prvakinje v štafeti 4x100 m s svetovnim rekordom 45,9 s in šesto mesto v teku na 100 m, leta 1952 pa bronasto medaljo v štafeti 4x100 m. Na panameriških igrah je leta 1955 osvojila zlato medaljo v štafeti 4x100 m in srebrno v teku na 100 m.